# Katerini
Pronunciação
Caterini (em grego:  Κατερίνη, Kateríni, pronúncia [ka̠te̞ˈɾiɲi]) é uma cidade e município do norte da Grécia, capital da província de Pieria (unidade regional) na Macedônia Central, Grécia. Encontra-se na planície pieriana, entre o Monte Olimpo e Golfo Termaico, a uma altitude de 14 m. A unidade municipal de Caterini tem uma população de 85.851 habitantes (de acordo com o censo de 2014) e é a segunda área urbana mais populosa da região da Macedônia depois de Salônica. A curta distância entre duas cidades (68 km), tem sido benéfico para o desenvolvimento da cidade nos últimos anos. Caterini é acessível a partir da principal rodovia Tessalônica-Atenas GR-1/E75 (com as trocas sul e norte de Caterini) e dos Egnatia Odos ao norte. É servido pela Intercity, Proastiakos e trens locais na principal linha ferroviária de Atenas a Tessalônica e há um abrangente serviço de ônibus regional e nacional com seu centro na cidade. 
Um destino turístico popular no norte da Grécia, Caterini fica perto do mar (7 km) e de vários sítios arqueológicos de grande interesse, como a antiga cidade de Dion (século V aC, 17 km de distância), a antiga Leivithra (27 km) e o Castelo de Platamon. As praias de Korinos, Paralia e Olympiaki Akti (ou Katerinoskala) são visitadas por turistas gregos e estrangeiros durante o verão. A base do Monte Olimpo e a cidade de Litochoro estão a uma distância de cerca de 20 km do centro da cidade, ao passo que existe o centro de esqui de Elatochori no Monte Pieria, a uma distância de 33,4 km do centro de Caterini. 
O município de Caterini foi formado na reforma do governo local de 2011 pela fusão dos 6 municípios anteriores a seguir, que se tornaram unidades municipais do recém-formado município de Caterini.